# Hans Lutz
Hans Lutz (n. 31 martie 1949, Stuttgart, Germania) este un ciclist german, medaliat olimpic. A participat la 2 ediții ale Jocurilor Olimpice (1972, 1976) în care a câștigat o medalie de aur și o medalie de bronz.